# Peureupok (Paya Bakong)
Peureupok is een bestuurslaag in het regentschap Aceh Utara van de provincie Atjeh, Indonesië. Peureupok telt 630 inwoners (volkstelling 2010).